# Dascălu
Dascălu est une commune roumaine située dans le județ d'Ilfov.